# Grande Prêmio da Bélgica de 1973
Resultados do Grande Prêmio da Bélgica de Fórmula 1 realizado em Zolder a 20 de maio de 1973. Quinta etapa da temporada, foi vencido pelo britânico Jackie Stewart, que subiu ao pódio junto a François Cevert numa dobradinha da Tyrrell-Ford, com Emerson Fittipaldi em terceiro pela Lotus-Ford.

## Classificação da prova
| Pos. | Nº | Piloto               | Construtor        | Voltas | Tempo/Diferença  | Grid | Pontos |
| ---- | -- | -------------------- | ----------------- | ------ | ---------------- | ---- | ------ |
| 1    | 5  | Jackie Stewart       | Tyrrell-Ford      | 70     | 1:42:13.43       | 6    | 9      |
| 2    | 6  | François Cevert      | Tyrrell-Ford      | 70     | + 31.84          | 4    | 6      |
| 3    | 1  | Emerson Fittipaldi   | Lotus-Ford        | 70     | + 2:02.79        | 9    | 4      |
| 4    | 9  | Andrea de Adamich    | Brabham-Ford      | 69     | + 1 volta        | 18   | 3      |
| 5    | 21 | Niki Lauda           | BRM               | 69     | + 1 volta        | 14   | 2      |
| 6    | 22 | Chris Amon           | Tecno             | 67     | + 3 voltas       | 15   | 1      |
| 7    | 7  | Denny Hulme          | McLaren-Ford      | 67     | + 3 voltas       | 2    |        |
| 8    | 24 | José Carlos Pace     | Surtees-Ford      | 66     | + 4 voltas       | 8    |        |
| 9    | 12 | Graham Hill          | Shadow-Ford       | 65     | + 5 voltas       | 23   |        |
| 10   | 19 | Clay Regazzoni       | BRM               | 63     | Acidente         | 12   |        |
| 11   | 15 | Mike Beuttler        | March-Ford        | 63     | Acidente         | 20   |        |
| Ret  | 14 | Jean-Pierre Jarier   | March-Ford        | 60     | Acidente         | 16   |        |
| Ret  | 20 | Jean-Pierre Beltoise | BRM               | 56     | Não classificado | 5    |        |
| Ret  | 11 | Wilson Fittipaldi    | Brabham-Ford      | 46     | Motor            | 19   |        |
| Ret  | 2  | Ronnie Peterson      | Lotus-Ford        | 42     | Acidente         | 1    |        |
| Ret  | 8  | Peter Revson         | McLaren-Ford      | 33     | Acidente         | 10   |        |
| Ret  | 25 | Howden Ganley        | Iso-Marlboro-Ford | 16     | Acidente         | 21   |        |
| Ret  | 10 | Carlos Reutemann     | Brabham-Ford      | 14     | Motor            | 7    |        |
| Ret  | 16 | George Follmer       | Shadow-Ford       | 13     | Acelerador       | 11   |        |
| Ret  | 17 | Jackie Oliver        | Shadow-Ford       | 11     | Acidente         | 22   |        |
| Ret  | 3  | Jacky Ickx           | Ferrari           | 6      | Bomba de óleo    | 3    |        |
| Ret  | 26 | Nanni Galli          | Iso-Marlboro-Ford | 6      | Motor            | 17   |        |
| Ret  | 23 | Mike Hailwood        | Surtees-Ford      | 4      | Acidente         | 13   |        |

## Tabela do campeonato após a corrida
|  | Pos. | Piloto             | Pontos |
|  | ---- | ------------------ | ------ |
|  | 1    | Emerson Fittipaldi | 35     |
|  | 2    | Jackie Stewart     | 28     |
|  | 3    | François Cevert    | 18     |
|  | 4    | Peter Revson       | 9      |
|  | 5    | Denny Hulme        | 9      |

|   | Pos. | Construtor   | Pontos |
| - | ---- | ------------ | ------ |
| 1 | 1    | Tyrrell-Ford | 36     |
| 1 | 2    | Lotus-Ford   | 35     |
|   | 3    | McLaren-Ford | 15     |
|   | 4    | Ferrari      | 9      |
|   | 5    | Shadow-Ford  | 5      |

- Nota: Somente as primeiras cinco posições estão listadas. Em 1973 os pilotos computariam sete resultados nas oito primeiras corridas do ano e seis nas últimas sete. Neste ponto esclarecemos: na tabela dos construtores figurava somente o melhor colocado dentre os carros do mesmo time.